# Freche Mädchen - Ragazze sfacciate
Freche Mädchen - Ragazze sfacciate è un film per ragazzi del 2008 diretto da Ute Wieland, basato sul libro Freche Mädchen – freche Bücher. Il film è stato distribuito dalla Constantin Film.

## Trama
Mila, Hanna e Kati sono tre ragazze adolescenti che fanno di tutto per aiutarsi l'un l'altra. Fanno sposare il loro insegnante di musica con la loro insegnante di Tedesco, per far migliorare a Mila i crediti.

A Kati piace un ragazzo che adora mangiare solo panini e non fa altro che chiederne. Hanna è innamorata di Branko, un ragazzo che fa atletica con loro. Mentre Mila, si è innamorata del nuovo insegnante di tedesco, Pit, che ha sostituito la vecchia prof, ormai incinta.

Un giorno, Pit chiede agli alunni di scrivere una poesia, allora Mila gli scrive una poesia d'amore, e gliela invia anonima. Ma quando scopre che sua madre ha un appuntamento con Pit, la vita di Mila si capovolge e corre verso la cassetta della posta, ma non ce la fa a recuperare la lettera. Pit, riesce a leggere la lettera davanti alla classe, ma Mila, riesce a mettere in imbarazzo Pit facendo ascoltare a tutti una registrazione intima tra lui e la madre di Mila.
Anche con Kati e Hanna i rapporti non vanno bene. Florian, il temporaneo fidanzato di Kati è innamorato della sua insegnante di pianoforte, mentre Branko è arrabbiato con Hanna perché Mila e Kati l'hanno fatta iscrivere ad un talent show corale. Ma Mila, riesce a trovare Markus un ragazzo dolce e sensibile. Nel frattempo varca la soglia un nuovo studente, Brian. Intanto, a Mila vengono spediti continui messaggi d'amore, bigliettini e poesie da qualcuno che si fa chiamare Pegaso. Mila, prova a capire se questo Pegaso sia il nuovo studente, ma niente.

Mila, viene a sapere che sua madre è incinta di Pit, allora in preda al panico e alla rabbia, scappa alla metropolitana e si addormenta li. Il mattino seguente, viene svegliata da Markus, che lo porta alle scuderie di suo padre. Vede una foto della classe davanti ad una statua di Pegaso. Allora, scopre che Pegaso è Markus e corre a casa. La madre è felice di vederla, e le dice che il test di gravidanza è risultato errato, pertanto non è incinta, ma Pit ha detto che gli sarebbe piaciuto avere un figlio con lei. Allora assieme alla madre, si recano di nuovo alle scuderie, dove Mila, in camera di Markus trova un biglietto che dice: Papà, sono alla collina. Mila corre da lui, lo trova sulla collina e da quel momento capiscono l'amore reciproco, e si baciano.
Anche per le altre ragazze c'è un lieto fine: Kati, che era insistentemente innamorata di Brian, scopre al concerto che ha già una ragazza, allora delusa di nuovo, scappa in metropolitana e improvvisamente viene attaccata da un uomo ubriaco ma, Tobi che l'aveva seguita tutto il tempo, stende al suolo l'uomo e così riconquista l'amore di Kati. Hanna invece, a causa del Talent Show, è dovuta andare a Monaco di Baviera ed è arrivata ai quarti di finale. Poco prima della semifinale, Branko sente che per lui è meglio andare a trovarla, e porta con sé dei cuori che si accendono quando l'altro è nelle vicinanze. Allora Hanna lo perdona e diventano una coppia e Hanna viene eliminata dal Talent Show.

## Riconoscimenti
- 2008 - Nickelodeon Kids' Choice Awards
  - Film preferito